# العلاقات الأندورية القرغيزستانية
العلاقات الأندورية القيرغيزستانية هي العلاقات الثنائية التي تجمع بين أندورا وقيرغيزستان.

## مقارنة بين البلدين
هذه مقارنة عامة ومرجعية للدولتين:
| وجه المقارنة                                              | أندورا                                                     | قيرغيزستان                      |
| --------------------------------------------------------- | ---------------------------------------------------------- | ------------------------------- |
| المساحة (كم2)                                             | 468                                                        | 199.95 ألف                      |
| عدد السكان (نسمة)                                         | 76.18 ألف                                                  | 6.20 مليون                      |
| الكثافة السكانية (ن./كم²)                                 | 16.28 ألف                                                  | 31.01                           |
| العاصمة                                                   | أندورا لا فيلا                                             | بيشكك                           |
| اللغة الرسمية                                             | اللغة الكتالونية                                           | اللغة الروسية، اللغة القيرغيزية |
| العملة                                                    | يورو                                                       | سوم قيرغيزستاني                 |
| الناتج المحلي الإجمالي (بليون دولار)                      | 3.01 مليار                                                 | 7.56 مليار                      |
| الناتج المحلي الإجمالي (تعادل القوة الشرائية) بليون دولار |                                                            | 20.45 مليار                     |
| الناتج المحلي الإجمالي الاسمي للفرد دولار أمريكي          |                                                            | 1.10 ألف                        |
| الناتج المحلي الإجمالي للفرد دولار أمريكي                 |                                                            |                                 |
| مؤشر التنمية البشرية                                      | 0.858                                                      | 0.655                           |
| رمز المكالمات الدولي                                      | +376                                                       | +996                            |
| رمز الإنترنت                                              | .ad                                                        | .kg                             |
| المنطقة الزمنية                                           | ت ع م+01:00، توقيت وسط أوروبا، ت ع م+02:00، أوروبا/أندورا ‏ | ت ع م+06:00                     |

## منظمات دولية مشتركة
يشترك البلدان في عضوية مجموعة من المنظمات الدولية، منها:
| علم المنظمة | اسم المنظمة                    | تاريخ انضمام أندورا | تاريخ انضمام قيرغيزستان |
| ----------- | ------------------------------ | ------------------- | ----------------------- |
|             | الاتحاد الدولي للاتصالات       | 12 نوفمبر 1993      | 20 يناير 1994           |
|             | منظمة حظر الأسلحة الكيميائية   | ?                   | ?                       |
|             | يونسكو                         | 20 أكتوبر 1993      | 2 يونيو 1992            |
|             | الأمم المتحدة                  | 28 يوليو 1993       | 2 مارس 1992             |
|             | منظمة الشرطة الجنائية الدولية  | ?                   | ?                       |
|             | منظمة الأمن والتعاون في أوروبا | 25 أبريل 1996       | 30 يناير 1992           |

## وصلات خارجية
- موقع وزارة الخارجية الأندورية
- موقع وزارة الخارجية القيرغيزستانية